# Stuart Hamblen
Stuart Hamblen (20 de octubre de 1908–8 de marzo de 1989) fue un cantante y compositor estadounidense, actor, activista a favor de la abstinencia y candidato político.

## Biografía
Su verdadero nombre era Carl Stuart Hamblen, y nació en Kelleyville, Texas. Su padre, J. H. Hamblen, era un predicador metodista itinerante. 
Entre 1931 y 1952 Hamblen trabajó en una serie de programas radiofónicas de gran popularidad en la Costa Oeste de los Estados Unidos. Compuso música y actuó en el cine junto a estrellas como Gene Autry, Roy Rogers y John Wayne. En 1934 fue el primer artista en firmar un contrato con MCA Records.
Durante buena parte de su carrera fue propietario de caballos de carreras, hasta que en 1949 tuvo una conversión religiosa en un servicio dirigido por Billy Graham en Los Ángeles, California. Abandonó enseguida su afición a los caballos, y finalizó su carrera radiofónica y cinematográfica secular, iniciando un programa de radio de carácter cristiano llamado "The Cowboy Church of the Air," que se mantuvo en antena hasta 1952.
Stuart Hamblen falleció en 1989 en Santa Mónica (California), a causa de un tumor cerebral. Está enterrado en el Cementerio Forest Lawn Memorial Park de Hollywood Hills. Estuvo casado con Suzy Daniels, con la que tuvo dos hijos.

## Música
Hamblen escribió las canciones This Ole House y Open up Your Heart (and Let the Sunshine in). En esta última, escrita en 1955, participaba su familia bajo el nombre de "Cowboy Church Sunday School." Hamblen estaba acompañado por su esposa Suzy, sus hijas Veeva Suzanne y Obee Jane (Lisa), y dos amigas de las chicas. La canción llegó al número 8 del Billboard Hot 100 de 1955. "Open Up Your Heart (And Let the Sunshine In)" se interpretó en un episodio de la serie televisiva de dibujos animados Los Picapiedra a mediados de la década de 1960 y la cantaban los personajes Pebbles y Bamm-Bamm.
Otros de sus temas fueron Hell Train, It is No Secret y Blood on Your Hands". Algunas de sus canciones tras la conversión describían una versión de los Evangelios más bien iracunda.
It Is No Secret habría sido inspirada por Billy Graham, gracias al cual Hamblen se convirtió, y por una conversación espiritual con John Wayne. La canción ha sido cantada por intérpretes de fama como Eddy Arnold, Pat Boone, Johnny Cash, Elvis Presley, Hank Snow y Ernest Tubb. Otra canción, "This Ole House", tuvo su origen en una viaje cinegético junto a John Wayne.

## Galardones
Hamblen fue incluido en el Country/Western Songwriters Hall of Fame en 1970, recibió el Premio Gene Autry Golden Boot de 1988, y también entró a formar parte del Texas Country Music Hall of Fame en 2001. Más adelante recibió una estrella en el Paseo de la Fama de Hollywood, en el 6419 de Hollywood Boulevard, por su trabajo radiofónico.

## Política
Hamblen apoyó al movimiento para la abstinencia y fue candidato por el Partido de la Prohibición a Presidente de los Estados Unidos en las elecciones de 1952. Hamblen cosechó 72,949 votos populares y ningún voto electoral en unas elecciones que ganó Dwight D. Eisenhower.
Previamente, en 1933 Hamblen se presentó al Congreso como candidato del Partido Demócrata de los Estados Unidos por California, perdiendo ante John Carl Hinshaw.